# Pius X
Pius X (en llatí: Pius X, en italià: Pio X) és el nom que va adoptar el cardenal Giuseppe Melchiore Sarto (Riese Pio X, 2 de juny de 1835 - Palau Vaticà, 20 d'agost de 1914) quan va ser escollit papa.

## Trajectòria prèvia
Giuseppe Melchiorre Sarto va ser el segon fill dels deu que va tenir el matrimoni de Giovanni Battista Sarto (1792-1852), de professió carter, i Margarita Sanson, costurera (1813-1894). Va ser batejat el 3 de juny de 1835. Els seus pares, si bé eren humils, valoraven la instrucció.
Va realitzar els seus estudis primaris a l'escola del seu poble. Va rebre les primeres lliçons de llatí del rector del poble. En 1846 va començar el segon ensenyament en el Liceu Clàssic de Castelfranco Veneto. El 20 de setembre de 1850 va ser tonsurat pel bisbe de Treviso, qui li va concedir una beca per a ingressar en el seminari de Pàdua aquest mateix any. El 22 de desembre de 1851 i el 6 de juny de 1857 va rebre els ordes menors; el 19 de setembre de 1857, el subdiaconat, i el 27 de febrer de 1858, el diaconat. El 18 de setembre d'aquest mateix any va ser ordenat sacerdot en Castelfranco Veneto per Giovanni Antonio Farina, bisbe de Treviso. Va ser rector de Tombolo (Treviso) fins a 1867, quan va ser nomenat arxipreste de Salzano i canonge de la catedral de Treviso. Des de 1875 va ser rector del seminari conciliar d'aquesta ciutat, i en 1879 el van nomenar director espiritual del mateix i també canceller de la cúria episcopal trevisana, examinador prosinodial i vicari capitular.

## Episcopat i cardenalat
En 1884 el papa Lleó XIII el nomena bisbe de Màntua, el 10 de novembre i 10 dies després és consagrat pel cardenal Parocchi, vicari General de Roma. Lleó XIII en 1891 el nomena assistent al tron pontifici i en el consistori del 12 de juny de 1893 és creat cardenal prevere del títol de S. Bernardo alle Terme. Dos dies després és promogut a patriarca de Venècia.

## Papat
El conclave que es reuní a la mort de Lleó XIII va durar quatre dies i van ser necessàries set votacions per arribar a un acord. El cardenal Sarto va ser triat papa el 4 d'agost de 1903 i això en segona opció, perquè dos dies abans Jan Puzyna de Kosielsko, cardenal del títol de Ss. Vitale, Gervasi i Protasi i príncep-arquebisbe de Cracovia, havia presentat en el conclave el veto de Francesc Josep I, emperador d'Àustria-Hongria, a l'elecció de Mariano Rampolla del Tindaro, secretari d'estat, camarlenc i cardenal del títol de Santa Cecília i que gaudia de les preferències dels reunits. A pesar de les protestes de la majoria del conclave per aquesta anacrònica (i no obstant això canònicament legal) intromissió, el cardenal Rampolla va optar per retirar la seva candidatura i així evitar posteriors conflictes. Pius X va ser coronat el 9 d'agost següent pel cardenal Luigi Macchi, Cardenal protodiáca de Santa Maria in Via. Amb posterioritat Pius X va dictar pena d'excomunió per als cardenals que intentessin vetar una candidatura en nom d'un poder polític.
Pius X va governar l'Església amb mà dura. Va mostrar-se contrari al modernisme dins de la teologia i dels estudis bíblics, i a la democràcia, sobretot quan la definien "cristiana", ja que hi veia una font d'anarquia. Va soportar discretament l'associació secreta sodalitium Pianum fundada el 1909 per a organitzar la caça de bruixes i ajudar-lo en la seva lluita contra els sacerdots modernistes després de la publicació de l'encíclica Pascendi Dominici Gregis. Va endegar la redacció del Codi de Dret canònic (en llatí: Codex Iuris Canonici), que tanmateix no pogué veure promulgat en vida. Va reformar la litúrgia per facilitar la celebració de l'eucaristia als fidels, va promoure el catecisme i va rebaixar l'edat de la Primera Comunió.
Poc temps abans de morir va esclatar la Primera Guerra Mundial, en què es va mantenir neutral. En destaca el seu rebuig a la petició de l'emperador Francesc Josep I, que li demanava la benedicció per als seus exèrcits, amb la resposta: Jo només beneeixo la pau.
Va morir el 20 d'agost de 1914. Pius XII va canonitzar-lo el 3 de setembre de 1954 i va convertir-lo en sant patró dels pelegrins malalts. El seu dies natalis se celebra el 21 d'agost.

## Obres
- Pascendi Dominici Gregis: una condemna virulent del modernisme, sensualisme i positivisme.

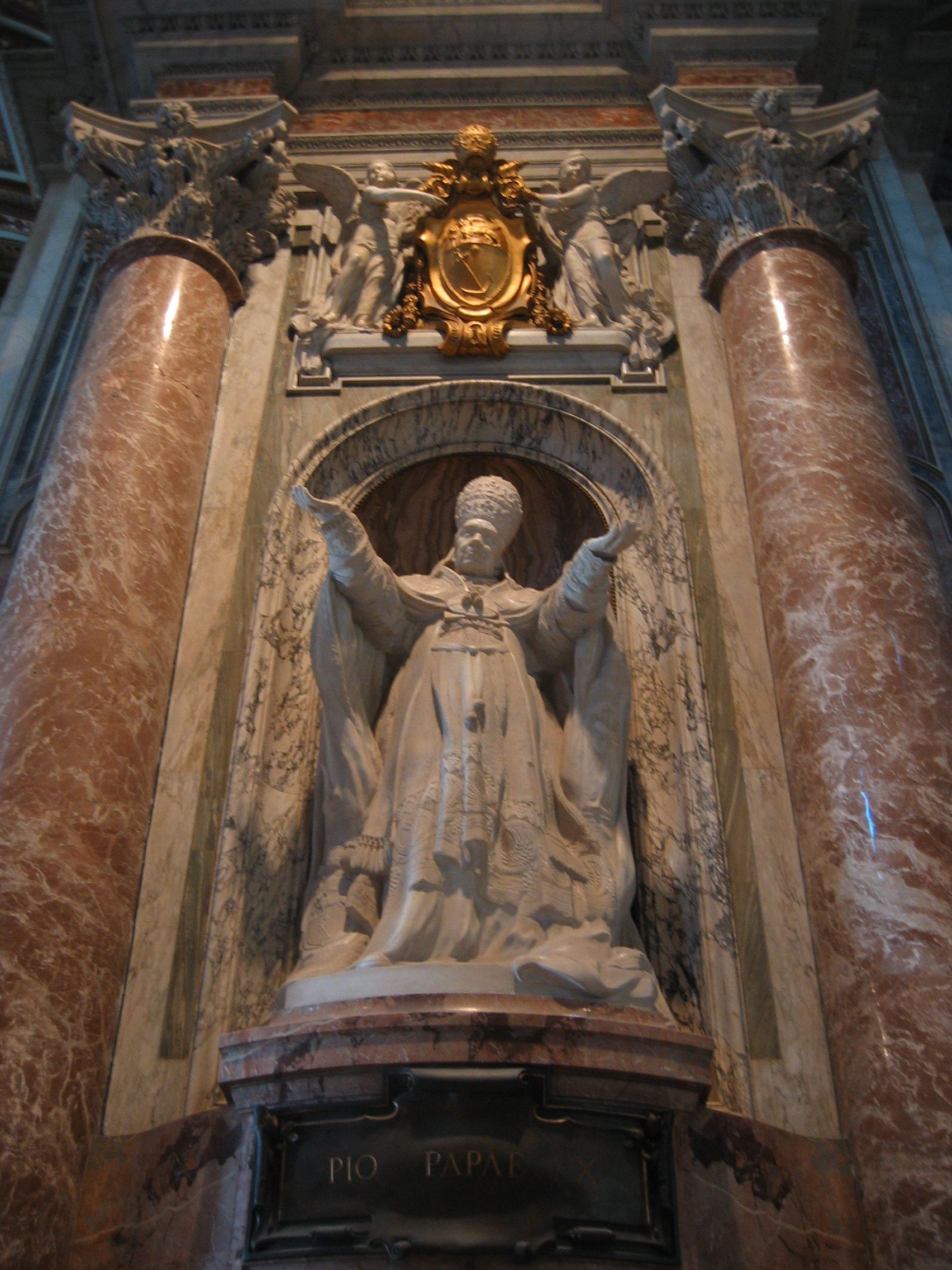
Estàtua de Pius X a Sant Pere del Vaticà